# Alexisonfire (альбом)
Alexisonfire — дебютный студийный альбом канадской пост-хардкор-группы «Alexisonfire». Релиз состоялся 9 сентября 2002 года. Диск был продан тиражом 50,000 копий в Канаде, получив золотую сертификацию.

## Об альбоме
Крису Стилу, Вэйду МакНейлу и Джесси Ингелевиксу на момент записи альбома было всего лишь по 17 лет.
Фотография для обложки альбома была сделана вокалистом группы Джорджем Петит в одной из школ Сент-Катаринеса — родного города участников группы. На фотографии изображены две ученицы школы, якобы перед дракой на ножах (ссылка на песню «A Dagger Through the Heart of St. Angeles»). Существует также альтернативный вариант обложки: логотип и название группы на чёрном фоне.
14 января 2014 года была выпущена пересведённая версия альбома.
Альбом считается важной вехой пост-хардкора.

## Список композиций
Музыка и тексты всех песен написаны группой «Alexisonfire».
1. «.44 Caliber Love Letter» — 4:32
2. «Counterparts and Number Them» — 2:18
3. «Adelleda» — 5:47
4. «A Dagger Through the Heart of St. Angeles» — 4:12
5. «Polaroids of Polar Bears» — 5:08
6. «Waterwings (and Other Poolside Fashion Faux Pas)» — 2:41
7. «Where No One Knows» — 3:12
8. «The Kennedy Curse» — 3:38
9. «Jubella» — 2:29
10. «Little Girls Pointing and Laughing» — 4:54
11. «Pulmonary Archery» — 3:26

## Участники записи
- Джордж Петит — вокал, художественное оформление
- Вэйд МакНейл — гитара, вокал
- Крис Стил — бас-гитара
- Даллас Грин — гитара, вокал
- Джесси Ингелевикс — ударные
- Грег Белоу — продюсер

## Видеоклипы
- «Pulmonary Archery»
- «Counterparts and Number Them»
- «Waterwings (And Other Poolside Fashion Faux Pas)»